# Conor Maynard
Conor Paul Maynard (Brighton, 21 november 1992) is een Brits zanger die een contract heeft bij Parlophone, een dochteronderneming van EMI. Maynard werd bekend in 2012 toen hij genomineerd werd voor MTV's Brand New for 2012 award, die hij ook nog won. Inmiddels heeft Maynard al 28 singles en twee albums uitgebracht.

## Carrière

### 2008-2011: Vroege carrière op YouTube
Maynard is bekend geworden door op YouTube covers van andere artiesten te zingen. O.a. Chris Brown (Crawl), Rihanna (Only Girl (In the World)), Taio Cruz (Dynamite) en (Beautiful Monster) van Ne-Yo werden door hem gezongen, waarvan de laatste erg onder de indruk van hem was en hem een platencontract aanbood.

### 2011-heden:MTVAward enContrast
In november kreeg Maynard een nominatie voor MTV's Brand New for 2012 award, waar hij het tegen Delilah, Michael Kiwanuka, Lana Del Rey en Lianne La Havas op moest nemen. Op 31 januari 2012 werd bekend dat Maynard met 48% van de stemmen de prijs had gewonnen. In februari werd Maynard ingeschreven bij een dochteronderneming van EMI Group, Parlophone waar hij zou werken aan zijn nieuwe album Contrast.
Maynards eerste single, Can't Say No, werd in Groot-Brittannië op 15 april 2012 uitgebracht en kwam tot op plaats twee in de UK Singles Chart. De single was op 28 april al 75.000 keer verkocht. Het nummer was relatief gezien ook erg populair in Ierland en Schotland, waar het respectievelijk tot plaats dertien en drie kwam. In België werd het een bescheiden hit, toen het niet verder dan plaats 35 kwam. Maynard bracht de videoclip een dag eerder uit, die in oktober de grens van 15 miljoen doorbrak.
Ter promotie van zijn nieuwe album bracht Maynard op 1 mei zijn albumtrack Drowning uit als gratis download voor iedereen die zijn nieuwe album voorafbestelde. Op 5 mei trad hij met Can't Say No op bij de TRL Awards in Italië voor een publiek van 80.000 toeschouwers.
Maynard lanceerde zijn tweede single, Vegas Girl, op 22 juli 2012 in het Verenigd Koninkrijk, waar het tot plaats vier kwam op de UK Singles Chart. Op de Nederlandse Single top 100 kwam het nummer op plaats 55 en in België was het nummer gestrand op tip7. Conor Maynard bracht op 30 juli zijn debuutalbum uit, Contrast, die in diezelfde week al meer dan 17.000 keer was verkocht en op 11 augustus op de eerste plaats debuteerde in de UK Album Chart. Op 8 oktober werd Maynards derde single uitgebracht, Turn Around, een nummer in samenwerking met Maynards mentor Ne-Yo, maar de single was al eerder beschikbaar bij verschillende downloadsites. Op 20 januari bracht Maynard zijn vierde single uit, Animal, deze in samenwerking met de Britse rapper Wiley.

## Discografie

### Albums
| Album met eventuele hitnotering(en) in de Nederlandse Album Top 100 | Datum van verschijnen | Datum van binnenkomst | Hoogste positie | Aantal weken | Opmerkingen |
| ------------------------------------------------------------------- | --------------------- | --------------------- | --------------- | ------------ | ----------- |
| Contrast                                                            | 27-07-2012            | 04-08-2012            | 73              | 1            |             |

| Album met hitnotering(en) in de Vlaamse Ultratop 200 albums | Datum van verschijnen | Datum van binnenkomst | Hoogste positie | Aantal weken | Opmerkingen |
| ----------------------------------------------------------- | --------------------- | --------------------- | --------------- | ------------ | ----------- |
| Contrast                                                    | 2012                  | 04-08-2012            | 34              | 13           |             |

### Singles
| Single met eventuele hitnotering(en) in de Nederlandse Top 40 | Datum van verschijnen | Datum van binnenkomst | Hoogste positie | Aantal weken | Opmerkingen                                                            |
| ------------------------------------------------------------- | --------------------- | --------------------- | --------------- | ------------ | ---------------------------------------------------------------------- |
| Vegas girl                                                    | 11-06-2012            | 01-09-2012            | tip12           | -            | Nr. 55 in de Single Top 100                                            |
| Turn around                                                   | 17-09-2012            | 17-11-2012            | 15              | 11           | met Ne-Yo / Nr. 20 in de Single Top 100 / Alarmschijf                  |
| Animal                                                        | 2013                  | 16-02-2013            | tip4            | -            | met Wiley                                                              |
| Are you sure?                                                 | 2016                  | 14-01-2017            | 15              | 11           | met Kris Kross Amsterdam & Ty Dolla Sign / Nr. 41 in de Single Top 100 |
| Understand Me                                                 | 2017                  | 29-07-2017            | tip12           | -            | met CMC$                                                               |
| Whenever                                                      | 2018                  | 30-06-2018            | 3               | 20           | met Kris Kross Amsterdam & The Boy Next Door                           |
| REMEDY                                                        | 2018                  | 31-08-2018            | 35              | 3            | met Alesso                                                             |
| How you love me                                               | 2018                  | 15-12-2018            | tip2            | -            | met Hardwell & Snoop Dogg                                              |
| Ooh girl                                                      | 2019                  | 31-08-2019            | tip9            | -            | met Kris Kross Amsterdam & A Boogie Wit Da Hoodie                      |
| Early in the morning                                          | 2021                  | 15-05-2021            | 3               | 20           | met Kris Kross Amsterdam & Shaggy / Nr. 3 in de Single Top 100         |
| Believers                                                     | 2021                  | 15-05-2021            | tip25           | -            | met Alan Walker                                                        |

| Single met hitnotering(en) in de Vlaamse Ultratop 50 | Datum van verschijnen | Datum van binnenkomst | Hoogste positie | Aantal weken | Opmerkingen                       |
| ---------------------------------------------------- | --------------------- | --------------------- | --------------- | ------------ | --------------------------------- |
| Can't say no                                         | 02-03-2012            | 14-04-2012            | 35              | 5            |                                   |
| Vegas girl                                           | 2012                  | 28-07-2012            | tip7            | -            |                                   |
| Turn around                                          | 2012                  | 27-10-2012            | 26              | 10           | met Ne-Yo                         |
| Animal                                               | 2013                  | 19-01-2013            | tip10           | -            | met Wiley                         |
| R U crazy                                            | 2013                  | 02-11-2013            | tip81           |              |                                   |
| Early in the morning                                 | 2021                  | 10-07-2021            | 11              | 15           | met Kris Kross Amsterdam & Shaggy |

- Bibliothèque nationale de France: cb16698622s (data)
- Gemeinsame Normdatei: 1024386740
- International Standard Name Identifier: 0000 0003 7580 6693
- Library of Congress Control Number: no2013135182
- MusicBrainz: 7cc56e56-97a1-4b17-874f-e4b2ab11044b
- Nationale Bibliotheek van Tsjechië: xx0156670
- Virtual International Authority File: 252217953
- WorldCat: E39PBJqQvjYFMwKcQCJbc9yrv3